# ماکسیم باکا
ماکسیم باکا (انگلیسی: Maxime Baca؛ زادهٔ ۲ ژوئن ۱۹۸۳) بازیکن فوتبال سابق اهل فرانسه است که در پست مدافع بازی می‌کرد.
از باشگاه‌هایی که در آن بازی کرده‌است می‌توان به باشگاه فوتبال گنگام، باشگاه فوتبال لوریان، و باشگاه فوتبال لو آور اشاره کرد.